# Ереванский кинофестиваль 2007
4-й Ереванский кинофестиваль «Золотой абрикос» 2007 года — прошёл в Ереване — столице Республики Армения с 9 июля по 14 июля.

## История
Кинофестиваль проходил под девизом с 9 июля по 14 июля 2007 года в столице Армении Ереване. Для участие в 4-ем Международном кинофестивале «Золотой абрикос» поступило около 350 заявок из 53 стран мира, из которых для участия в конкурсе было выбрано 120 работ. Открывался «Золотой абрикос 2007» ереванской премьерой фильма знаменитых итальянских кинорежиссеров братьев Паоло и Витторио Тавиани о Геноциде армян 1915 года «Гнездо жаворонка». На фестивале братья были отмечены премией им. Сергея Параджанова «за вклад в мировой кинематограф» и наградой президента Армении «За вклад в дело международного признания геноцида»

Во время конкурса были организованы ежедневные конкурсы, джаз-концерты и выставки произведений кинохудожников. В период работы фестиваля состоялся внеконкурсный показ фильмов известных режиссёров, а также был организован семинар «Режиссёры без границ», в рамках которого было представлены проекты из Афганистана, Армении, Грузии, Ирана, Кыргызстана, России, Сербии и Турции. Двенадцать отобранных были представлены на питчинге, в котором приняли участие крупнейшие европейские кинофонды — Hubert Bals Fund, Cine-Regio and Gцteborg Film Festival Fund, World Cinema Fund и другие. Другие шесть проектов получили поддержку: двум участникам выделили по пять тысяч долларов на развитие, другими заинтересовалось министерство культуры Армении.

В дни конкурса прошел Фестиваль французских фильмов и мастер-классы почетных гостей Джафара Панахи (Иран), Лео Каракса, Брюно Дюмона, Чеки Карио (Франция), Андрея Звягинцева (Россия), Чанг Дона (Корея). Специально ко дню проведения кинофестиваля был выпущен альбом-каталог «Забытое искусство. Плакаты к армянским фильмам. 1926—1989» (автор Виген Галстян, руководитель проекта Мелик Карапетян), в книге, помимо плакатов на русском и армянском языках имеется информация справочного содержания
Победителем «Золотого абрикоса-2007» в номинации «Игровое кино» стал фильм «Импорт — экспорт» австрийского режиссёра Ульриха Зайдля.

Картина армянского режиссёра Вардана Ованесяна «История людей войны и мира» получила главный приз в номинации «Документальный фильм». Картина бывшего фронтового оператора посвящена конфликту в Карабахе. При награждении режиссёра фильма председатель жюри конкурса документальных картин сказал: 
фильм нас многому научил, мы не знали, что происходит. Неужели задача неигрового фильма - лишь информирование зрителя, а мастерство тут ни при чём?
Победителем в номинации «Армянская панорама» стал фильм «Кричащие» Карлы Карапетян из Великобритании. Темой фильма послужили отношения западных и восточных армян, роли в картине исполнили солисты группы System of a Down, все участники которой потомки переживших геноцид
В этом году для участников был предусмотрен специальный приз «Древо жизни», который был вручен армянскому автору короткометражного фильма «Время обеда» студенту 2-го курса философского факультета Гору Багдасаряну. По замыслу организаторов «Золотого абрикоса», обладатель приза определился следующим образом — ребенок из зала сорвал с дерева на сцене одну из ленточек, на которой было написано названия фильма
Фестиваль широко освещался в средствах массовой информации, репортажи о конкурсе в числе прочих телеканалов делал и российский канал «Культура».
Закрытие мероприятия состоялось 14 июля 2010 года показом картины российского режиссёра Андрея Звягинцева под названием «Изгнание»
Впервые после закрытия фестиваля в Ереване в НКР прошел показ фильмов представленных для участия в конкурсе. Зрителю были представлены лучшие фильмы четвертого международного ереванского кинофестиваля «Золотой абрикос».

## Премия имени Параджанова «за вклад в мировой кинематограф»
- Паоло и Витторио Тавиани (Италия)

## Жюри конкурса

###### в номинации лучший фильм
- Эн Чонг-сук (Северная Корея) председатель
- Бехруз Хашемян (Иран)
- Владимир Мсрян (Армения)

###### в номинации лучший документальный фильм
- Мартин Швайгхофер (Австрия) председатель
- Инеке Смитс (Нидерланды)
- Артур Бахтамян (Армения)

###### в номинации «Армянская панорама»
- Виген Чалдарян (Армения) председатель
- Арман Ерицян (Армения)
- Джек Богоссян (Аргентина)
- Наира Мурадян (Армения)
- Грант Акопян (Армения)

###### в номинации приза Международной федерации кинопрессы (ФИПРЕССИ)
- Клаус Эдер (Германия)
- Анна Гереб (Венгрия)
- Завен Бояджян (Армения)

###### в номинации приза экуменического жюри
- Ханс Ходель (Швейцария)
- Питер Малоне (Австралия)

## Победители и лауреаты конкурса

### Лучший фильм
ГРАН ПРИ — ЗОЛОТОЙ АБРИКОС
- Импорт-экспорт — Ульрих Зайдль — (Австрия)

специальный приз жюри — серебряный абрикос
- /  «Новый мир» — Эмануэле Криалезе (Италия / Франция)

Специальный диплом жюри
- «Фландрия» — Брюно Дюмон (Франция)

### Лучший документальный фильм
ГРАН ПРИ — ЗОЛОТОЙ АБРИКОС
- «История людей войны и мира» — Вардан Ованесян (Армения)

специальный приз жюри — серебряный абрикос
- «Она белый верблюд» — Ксавье Кристианс (Бельгия)

### Лучший фильм «Армянской панорамы»
ГРАН ПРИ — ЗОЛОТОЙ АБРИКОС
- «Кричащие» — Карла Карапетян (Великобритания)

специальный приз жюри — серебряный абрикос
- «Я остаюсь» — Карен Оганесян (Россия)
- «История людей войны и мира» — Вардан Ованесян (Армения)

Специальный диплом жюри
- «Семь индийских мальчиков» — Ашот Мкртчян (Армения)
- «Граффити» — Игорь Апасян (Армения)

## Другие призы
Приз Международной федерации кинопрессы (ФИПРЕССИ)
- «История людей войны и мира» — Вардан Ованесян (Армения)

Приз экуменического жюри
- «История людей войны и мира» — Вардан Ованесян (Армения)
- «Кричащие» — Карла Карапетян (Великобритания)

Приз удачи «Дерево жизни»
- «Время обеда» — Гор Багдасарян (Армения)